# ابومنصور ماتریدی

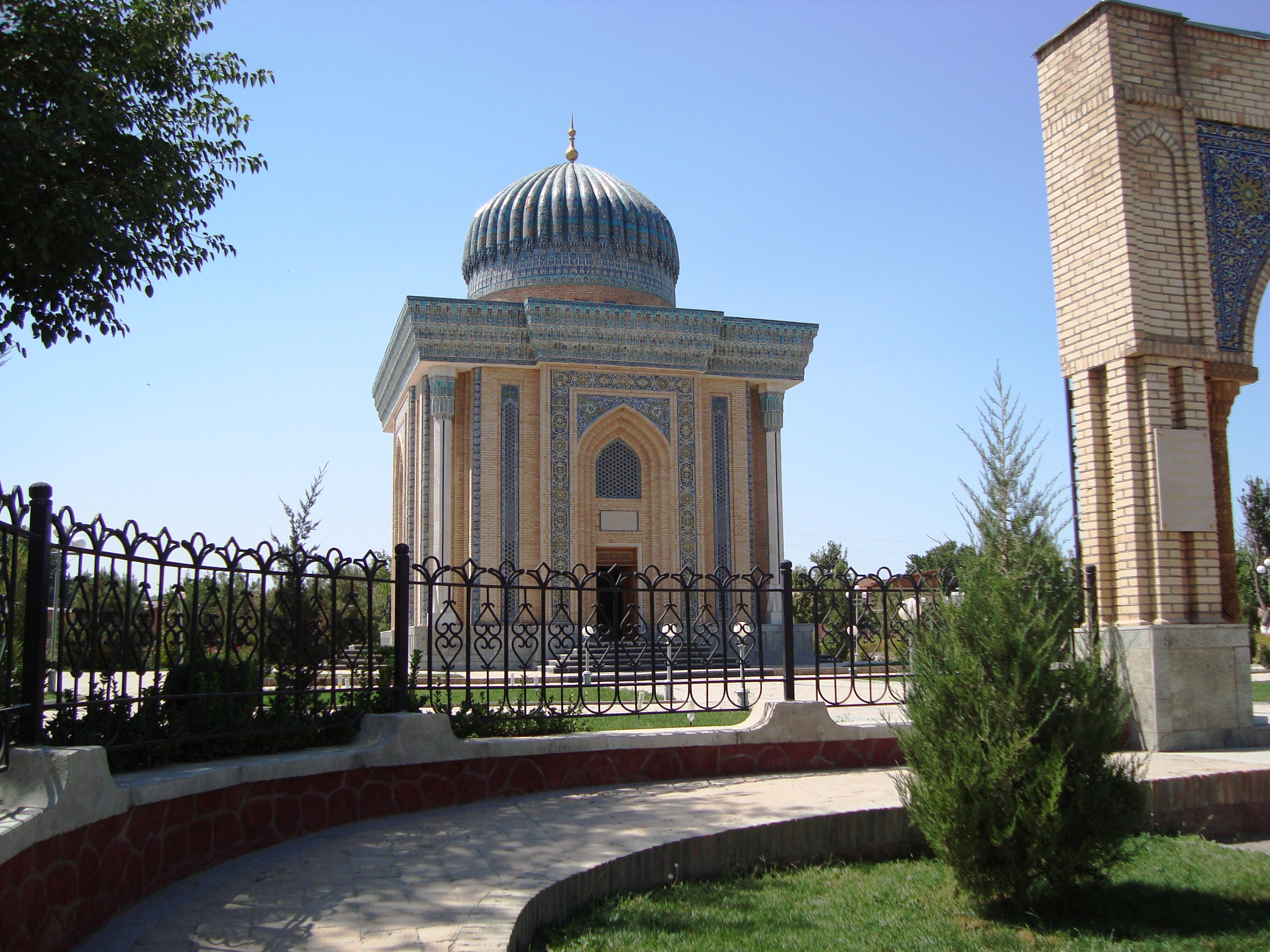
آرامگاه ابو منصور ماتریدی در ماوراءالنهر (ازبکستان، تاجیکستان و ترکمنستان، سرزمین‌های آن سوی سیردریا مانند قزاقستان، قرقیزستان، کاشغر و جنوب روسیه نیز برای ماوراءالنهر در نظر گرفته می‌شود)

ابومنصور ماتُریدی (نام کامل: محمد بن محمد بن محمود أبو منصور الماتریدی السمرقندی الحنفی) (تاریخ مرگ: سال ۳۳۳ هجری قمری) مؤسس فرقهٔ ماتریدیه، متکلم، فقیه و مفسر قرآن ایرانی مسلمان بود. او که در ماترید از نواحی سمرقند در ماوراءالنهر و به احتمال فراوان در دورهٔ متوکل عباسی و حدود بیست سال پیش از ولادت ابوالحسن اشعری به دنیا آمد، علم خداشناسی اسلامی و علم کلام را نزد استادانی چون ابوبکر احمد جوزجانی، ابونصر احمد بن عباس عیاضی (مهم‌ترین استادش) معروف به فقیه سمرقندی، عیاضی، نصیر بن یحیی بلخی و محمد بن مقاتل رازی آموخت. گروه معلمان وی، با واسطه یا بی‌واسطه در شمار شاگردان ابوحنیفه‌اند.
به دلیل بدفهمی اشاره سمعانی (الانساب، برگ ۴۶۸ ب) به دامادش، برخی منابع جدید او را انصاری خوانده‌اند، حال آنکه نسب او اشاره به خاستگاه وی از ماترید یا ماتریت، منطقه‌ای در سمرقند دارد که نشان از ایرانی بودن اوست.
ماتریدی دارای چندین تألیف است از جمله: تأویلات اهل السنه مشهور به تفسیر ماتریدی، الاصول، العقیده، کتاب التوحید، مآخذ الشرائع فی االصول (۳۳۳ ه‍.ق) و کتاب المقامات.

## تأسیس ماتریدیه

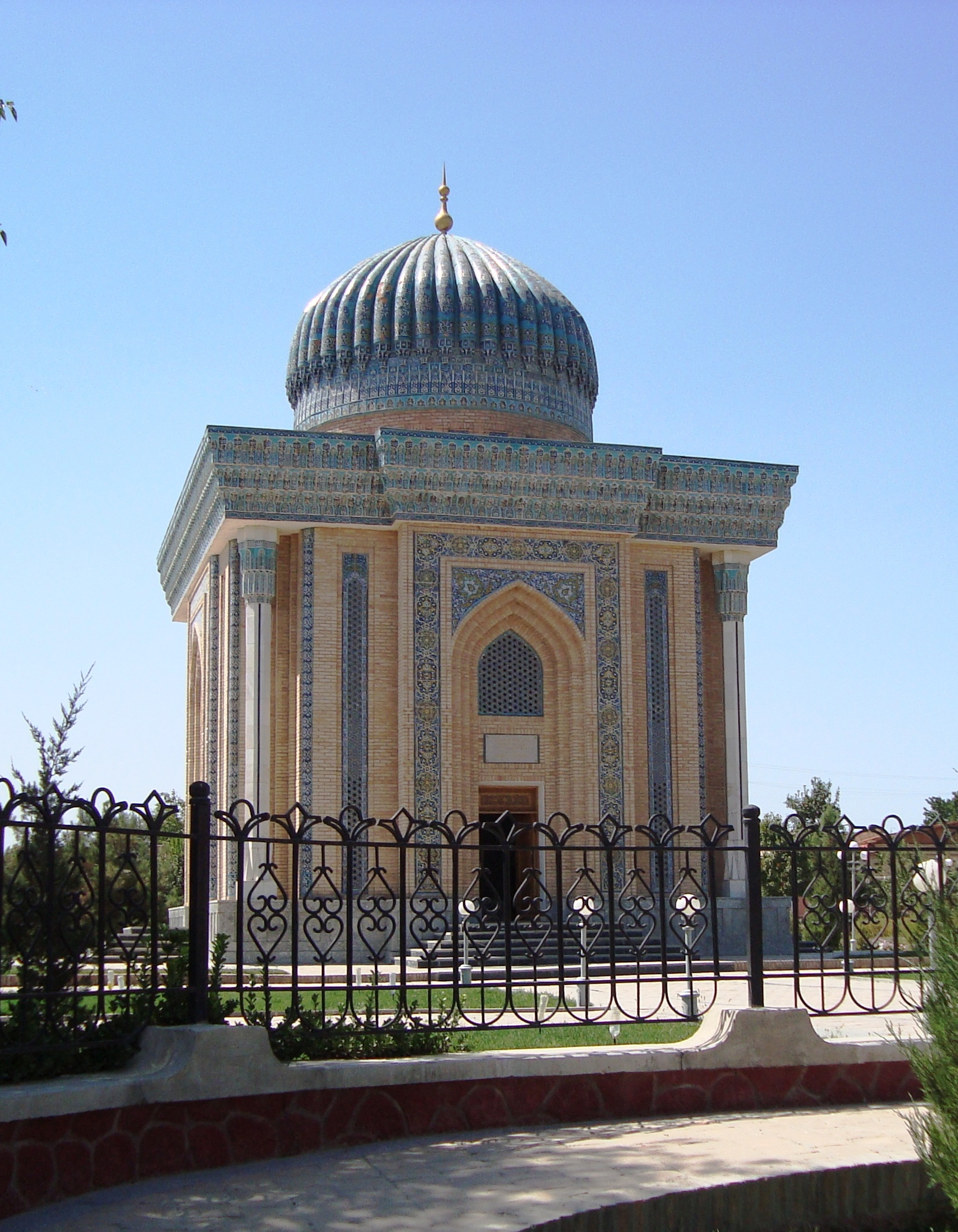
تصویری از آرامگاه ابو منصور ماتریدی

ابو منصور ماتریدی در زمینه‌های تفسیر، فقه و به خصوص کلام از صاحب نظران محسوب می‌شود. او از طرفی صاحبنظر در تفسیر قرآن بود، و از طرفی متکلمی که از معتزله جداشد و با آنها به مقابله برخاست. نظرات او نزدیک به مکتب فقیهان اصولی است و تألیفاتی نیز به سبک فقهای اصولی سمرقند دارد از جمله مأخذ الشرائع فی‌الاصول. تأسیس مذهب کلامی ماتریدیه، پرورش شاگردان صاحب نظر و به جای گذاشتن آثار فراوان، از نکات قابل ذکر دربارهٔ ماتریدی است.
پس از سال‌ها کشمکش میان دو مذهب اهل حدیث و معتزله، در نهایت دو نفر به اندیشهٔ ساخت مکتبی میانهٔ این دو افتادند که اولی ابوالحسن اشعری (۲۶۰–۳۲۴ یا ۳۳۰ هجری) بود که مکتب اشاعره را در عراق و شام بنیان نهاد و دومی ابومنصور ماتریدی (۲۵۰–۲۴۸ یا ۳۳۳ هجری قمری) که در ماترید از نواحی سمرقند در ماوراءالنهر با انجام اصلاحاتی در مذهب تسنن، مذهب ماتریدی را بنیان نهاد. در علم کلام از ابوالحسن اشعری و ابومنصور ماتریدی به عنوان شیخین یاد می‌شود.
ابومنصور آن چنان کلام اهل تسنن را تدوین کرد که قسطلانی می‌نویسد:
معروفترین فرد در کلام اهل سنت در سرزمین عراق، شام و… ابوالحسن اشعری و در ماوراءالنهر، ابو منصور ماتریدی است.
زبیدی نیز می‌گوید:
هر گاه گفته شود اهل سنت، مقصود اشاعره و ماتریدیه‌است.
پیروان مذهب ماتریدیه در بیش‌تر اصول با اشاعره هم‌راستا هستند؛ اگرچه در فقه بیش‌ترشان از مذهب حنفی پیروی می‌کنند، در حالی که اشاعره بیش‌تر از مذهب شافعی پیروی می‌کنند.
پیروان ابومنصور وی را با القابی چون الشیخ، الفقیه، علم الهدی، امام الهدی، امام اهل سنه و امام المتکلمین می‌خوانند. تعدادی از پیشوایان مذهب حنفی از شاگردان ماتریدی محسوب می‌شوند از جمله ابوالقاسم اسحاق بن محمد بن اسماعیل مشهور به حکیم سمرقندی، ابوالحسن علی بن سعید رستغفنی، ابو محمد عبدالکریم بن مونس پزدوی و ابولیث بخاری.

## آثار
ابومنصور دو اثر مهم از خود بر جای گذاشته‌است که هر دو از جایگاه ویژه‌ای در میان ماتریدیان برخوردار هستند:
تأویلات اهل السنه و التوحید. تأویلات اهل السنه که تفسیر کامل قرآن است و ماتریدیان آن را بر دیگر تفاسیر ارجح می‌دانند. التوحید احتمالاً کتاب مجزایی نبوده‌است و برخی معتقدند شاگردان ابومنصور بعدها سه کتاب نوشته شده توسط ابومنصور را تلفیق و کتاب التوحید را گردآوری کرده‌اند.
کتابهای دیگری نیز به ابومنصور نسبت داده می‌شوند که برخی مفقود شده یا در دسترس نیستند مانند کتاب المقالات، و برخی دیگر که به نظر می‌رسد به نام او منسوب شده‌اند تا در میان ماتریدیان مورد توجه قرار بگیرند مانند، الجدل فی اصول الفقه، کتاب رد اوائل الادله للکعبی، رد تهذیب الجدل للکعبی، رد وعید الفساق للکعبی، الرد علی القرامطه، رد الامامه لبعض الروافض، رساله فی الایمان.